# Колокша (станция)
Ко́локша — железнодорожная станция Горьковской железной дороги на линии Москва — Владимир в посёлке Колокша Собинского района Владимирской области.
На станции две пассажирских платформы, соединённых только настилом через пути. Не оборудована турникетами.
Помимо посёлка Колокша, станция обслуживает жителей деревень Иваньково, Устье, Ивлево, расположенных южнее.
Время движения от Петушков — 43—48 минут.